# Нарышкин, Пётр Петрович
Пётр Петрович Нарышкин (20 мая 1764 — 26 октября 1825, Москва) — тайный советник, сенатор, герой Очаковского штурма.

## Биография
Родился 20 мая 1764 года в семье гвардии майора Петра Петровича Нарышкина (племянника дипломата С. К. Нарышкина) и жены его Прасковьи Васильевны, сестры генерал-фельдмаршала князя Н. В. Репнина. Имел двух сестёр — Екатерину (жена князя В. А. Хованского) и Наталью (первая жена князя С. Б. Куракина).
П. П. Нарышкин начал службу в гвардии, и в самом начале своей военной деятельности принял участие в кампании против турок 1788—1790 годов и 14 апреля 1789 года был награждён орденом св. Георгия 4-й степени (№ 314 по кавалерскому списку Судравского и № 629 Григоровича — Степанова)
За отличную храбрость, оказанную при атаке крепости Очакова.
По окончании военных действий он перешёл в гражданское ведомство, в московские департаменты Сената. Получив звание камергера, он числился сперва за обер-прокурорским столом; пожалованный затем в сенаторы, Нарышкин оставался в этом звании до своей смерти. Среди прочих наград имел орден Святой Анны 1-й степени.
Скончался в звании почётного опекуна и управляющего Вдовьим домом 26 октября 1825 года в Москве, похоронен на кладбище Симонова монастыря.